# Tamas Gamqrelidse
Tamas Walerianis dse Gamqrelidse (georgisch თამაზ ვალერიანის ძე გამყრელიძე, englisch Thomas V. Gamkrelidze; * 23. Oktober 1929 in Kutaissi, Georgische SSR, Sowjetunion; † 10. Februar 2021 in Tiflis, Georgien) war ein sowjetischer bzw. georgischer Linguist und Orientalist. Er zählte zu den weltweit führenden Sprachwissenschaftlern der Gegenwart.

## Leben
Im Jahre 1952 schloss er ein Orientalistikstudium an der Universität Tiflis ab. 1963 promovierte er, 1964 habilitierte er dort. 1966 erhielt er den Lehrstuhl für strukturelle und angewandte Linguistik und hielt diesen Lehrstuhl als Universitätsprofessor bis zu seinem Tod inne. Er war seit 1973 Direktor des Zereteli-Instituts für Orientalische Studien der Georgischen Akademie der Wissenschaften. Seit 1974 war er Mitglied der Georgischen Akademie und seit Februar 2005 ihr Präsident. 2013 wurde er zum Ehrenpräsidenten der Akademie ernannt.
Er verfasste Bücher über indogermanische und antike Sprachen, theoretische, strukturelle und angewandte Linguistik sowie über Kartwelistik. Von 1988 bis 1995 war er Redakteur der von der Russischen Akademie der Wissenschaften herausgegebenen Zeitschrift Woprossy jasykosnanija (Вопросы языкознания).
Er war ausländisches Ehrenmitglied der National Academy of Sciences, der American Academy of Arts and Sciences, korrespondierendes Mitglied der British Academy, Fellow der Europäischen Gesellschaft für Linguistik (1986–1988 ihr Vorsitzender), korrespondierendes Mitglied der Österreichischen Akademie der Wissenschaften, Mitglied der Russischen Akademie der Wissenschaften, korrespondierendes Mitglied der Sächsischen Akademie der Wissenschaften, Mitglied der Academia Europaea, Ehrendoktor der Universität Bonn und der University of Chicago.
Von 1992 bis 2005 war Gamqrelidse Mitglied des georgischen Parlaments.
1988 wurde ihm der Leninpreis der Sowjetunion verliehen, 1989 der Humboldt-Forschungspreis der Alexander von Humboldt-Stiftung und 1992 der Iwane-Dschawachischwili-Preis der Staatlichen Universität Tiflis.
Er war der Bruder des bekannten Mathematikers Rewas Gamqrelidse.

## Forschung
Gamqrelidse stellte (mit W. Iwanow, s. "Werke") eine neue Hypothese zur Urheimat der Indogermanen vor, nämlich südlich des Kaukasus, die sich erst in jüngerer Zeit zunehmend durchsetzen konnte. Wenige Anhänger fand die von ihm vertretene Glottaltheorie zur Struktur des indogermanischen Verschlusslautsystems, die aber immerhin in Standardwerken wie Mayrhofer mit beschrieben wurde, jedoch in Meier-Brügger nur einen kurzen Absatz erhielt.

## Veröffentlichungen (Auswahl)
- Anatolian languages and the problem of Indo-European migration to Asia Minor. In: Studies in General and Oriental Linguistics, Tokyo, 1970
- Alphabetic writing and the old Georgian script. Caravan Books, New York, 1994
- mit Wjatscheslaw Wsewolodowitsch Iwanow: Indojewropejski jasyk i indojewropejzy. Rekonstrukzija i istoriko-tipologitscheski analis prajasyka i protokultury. Universitätsverlag Tiflis, Tiflis 1984. (russisch)
  - Übersetzt im Englischen als  Indo-European and the Indo-Europeans. A Reconstruction and Historical Analysis of a Proto-Language and a Proto-Culture. 2 Bände. 1. Teil: The Text, 2. Teil: Bibliography, Indexes. Mouton de Gruyter, Berlin/New York 1994 und 1995.
- Ivo Hajnal (Hrsg.): Thomas V. Gamkrelidze, Selected writings. Linguistic sign, typology and language reconstruction. Innsbruck 2006, (online). (PDF)